# Rasad (huyện)
Huyện Rasad là một huyện thuộc tỉnh Abyan, Yemen. Đến thời điểm năm 2003, huyện này có dân số 54825 người